# Lappula rupestris
Lappula rupestris är en strävbladig växtart som först beskrevs av Alexander Gustav von Schrenk, och fick sitt nu gällande namn av Gürke. Lappula rupestris ingår i släktet piggfrön, och familjen strävbladiga växter. Inga underarter finns listade i Catalogue of Life.